# Vegabaren

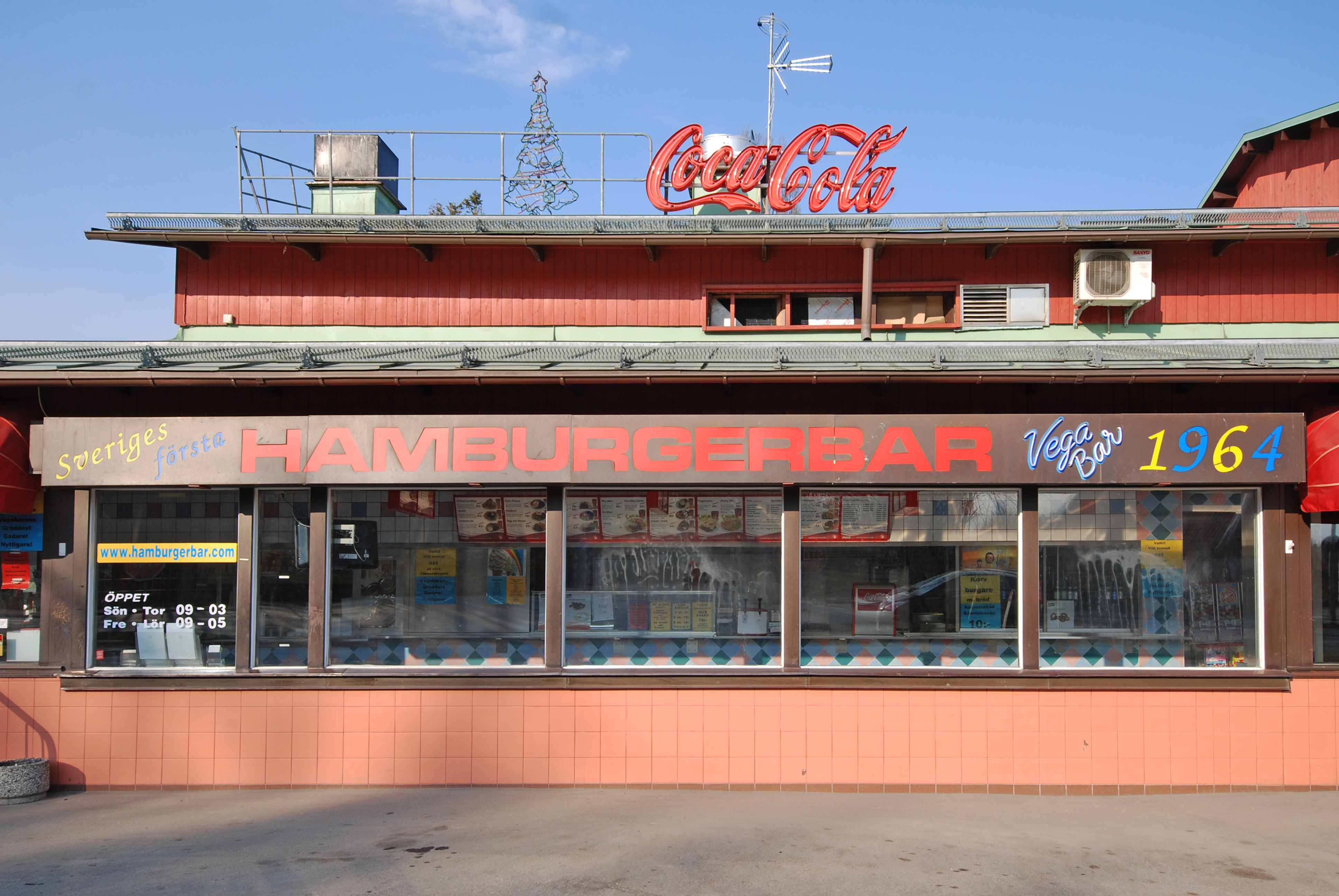
Vegabaren (Vega Bar) som invigdes 1964.

Vegabaren är en hamburgerrestaurang i Vega, Haninge kommun, vid Nynäsvägen. Vegabaren utsågs av Expressens läsare som "Sveriges bästa korvmoj" 2009.

## Historia
Vegabaren öppnades 1958 och var från början en korvkiosk som var Sveriges första drive-in kiosk. Den renodlade hamburgerbaren med det nuvarande namnet invigdes 6 år senare, 1964, och är Sveriges äldsta ännu (2023) existerande hamburgerbar. Burger-Grill i Helsingborg invigdes 1957 av Prins Bertil, men den finns inte kvar idag.
Vegabaren är känd för sin hamburgarvariant "Sambalburgare".